# Utricularia praeterita
Utricularia praeterita — вид рослин із родини пухирникових (Lentibulariaceae).

## Біоморфологічна характеристика
Ризоїди завдовжки до 1 см й у товщину ≈ 0.2 мм, залозисті. Столони завдовжки до 2 см, у товщину ≈ 0.15 мм, залозисті, малорозгалужені. Листові органи до 10 × 1.5 мм, від лопатоподібних до зворотно-яйцюватих, 3-жилкові, закруглені на верхівці. Пастки в діаметрі до 1.5 мм, субкулясті, злегка стиснуті; рот базальний; придатки 2, прості, шилоподібні, залозисті. Суцвіття до 18 см завдовжки, злегка жолобчасті, крилаті, голі, 1–7-квіткові; квітки 6–7 мм завдовжки. Частки чашечки нерівні, по краях зубчасті; верхня — 2–2.5 × 2–3 мм (у плодах 2–5 × 2–4 мм), широкояйцеподібна, від загостреної до тупої або рідше дво- або тризубчаста на верхівці; нижня — 2–2.3 × 1.6–2 мм (у плодах 2–4 × 1.6–3.3 мм), яйцювата, на верхівці від двозубчастої до роздвоєної. Віночок фіолетовий; верхня губа ≈ 3 мм завдовжки, довгаста, ближче до середини звужена, посередині поперек гребінчаста, на верхівці неглибоко виривчаста до зрізаної; нижня губа 3.5–5 × 3–3.5 мм, від зворотно яйцюватих до субокруглих, на верхівці округла або злегка 3–4-лопатева; шпора ≈ 3.5 мм завдовжки. Коробочка яйцеподібна, 2–3 × 1.3–2 мм, злегка стиснута. Насіння 0.3–0.4 мм завдовжки, еліпсоїдне. Пилок 25 × 30 мкм. Період цвітіння й плодоношення: серпень — жовтень.

## Середовище проживання
Він є ендеміком південної Індії, широко поширений у п'яти штатах.
Зростає на сезонно вологих затоплених місцях, на неглибоких вологих ґрунтах, особливо на латеритних скелях і берегах струмків; на висотах від 0 до 1200.

## Використання
Вид не використовується.